# Fernand Quinet
Fernand Quinet, né à Charleroi le 29 janvier 1898 et mort le 24 octobre 1971 à Liège, est un chef d'orchestre, compositeur et violoncelliste belge.

## Biographie
Fernand Quinet, né le 29 janvier 1898 à Charleroi, est le fils de Joseph Henri Quinet, professeur de musique et flûtiste à l'Académie de musique de Charleroi et de Juliette Devesse. Sa sœur aînée, Hilda, est elle-même pianiste. Dès son plus jeune âge, il manifeste des dons exceptionnels pour la musique. C'est par le violoncelle qu'il commence l'apprentissage de la musique. À dix ans, il arrête l'école après une altercation avec son instituteur. Il ne vivra plus dès lors que pour la musique. 
À l'Académie de musique de Charleroi Il reçoit l'enseignement d'Adolphe Biarent, professeur, chef d'orchestre et violoncelliste qui reconnaît son talent et lui enseigne la composition.  
De 1910 à 1916, Fernand Quinet fait des études au Conservatoire royal de Bruxelles où il est l'élève d'Édouard Jacobs pour le violoncelle et de Léon Du Bois, pour la composition. Au cours de ses études, il reçoit les distinctions les plus élevées. À l'âge de treize ans seulement, il est engagé comme violoncelliste à La Monnaie. 
De 1918 à 1921, il fait partie du « Quatuor Pro Arte » , qui interprète de nombreuses œuvres de musique moderne. Il fait ensuite son service militaire et, avec les autres membres du  « Quatuor Pro Arte » ,  fait partie du quatuor à cordes du 1er régiment de guides. Il participe deux fois au concours du Prix de Rome. En 1918, il remporte le second prix de musique avec La Légende de Béatrice et, en 1921, le premier prix de musique avec sa cantate La Guerre. Toujours en 1921, il se rend à Paris où il a l'occasion de rencontrer les musiciens français d'avant-garde et de célèbres artistes peintres. Il y dirige pour la première fois un orchestre. 
À partir de 1924, il prend la direction du Conservatoire royal de Charleroi, poste qu'il occupe jusqu'en 1938. Il y enseigne dans la classe de musique de chambre et, sous sa conduite, l'orchestre du conservatoire bénéficie d'une excellente renommée. Parallèlement, il compose dans sa période carolorégienne de nombreuses œuvres musicales qu'il interprète dans des festivals musicaux en Belgique et à l'étranger. 
En 1925, il reçoit le Prix du Hainaut récompensant des artistes de la province ayant produit dans tous les domaines de l’art « une œuvre digne d’intérêt » 
En octobre 1927, il est nommé professeur d'harmonie pratique puis d'harmonie écrite au Conservatoire royal de Bruxelles à partir de 1931. À partir de 1935, il rejoint le groupe de compositeurs La Sirène, créé par Jean Absil pour faire connaître et promouvoir la musique moderne. 
De 1938 à 1963, il est directeur du Conservatoire royal de Liège. Au cours de la Seconde Guerre mondiale, il parvient à protéger ses étudiants et concertistes du travail obligatoire et de la déportation en Allemagne en programmant des œuvres musicales exigeant des orchestres de grande taille. 
Après la Seconde Guerre mondiale, il obtient une reconnaissance internationale. En  1947, il dirige le concert inaugural de l'UNESCO à Paris ainsi que le philharmonique tchèque de Prague. En 1950, il effectue une tournée de concerts aux États-Unis et se rend à quatre reprises de 1951 à 1962 en URSS, où il a l'occasion de diriger des orchestres en compagnie de solistes tels que David Oistrakh, Leonid Kogan, Emil Gilels et Mstislav Rostropovich. 
En 1947, il est le fondateur de l'Orchestre de Chambre de Liège, qui, élargi, devient en août 1960 l'Orchestre de Liège. En 1983, il change d'appellation pour s'appeler Orchestre Philharmonique de Liège.  
En 1963, il quitte son poste de directeur du Conservatoire pour se consacrer à la direction d'orchestre et à la composition.

## Œuvre
En tant que compositeur, il a été l'un des premiers en Belgique à abandonner le style romantique de César Franck jusqu'ici dominant. Quinet laisse un bon nombre de compositions en tous genres, souvent influencées par des compositeurs comme Claude Debussy, Gabriel Fauré, Maurice Ravel ou Igor Stravinsky. 
Dans le catalogue des œuvres de Quinet, il y a des œuvres orchestrales, y compris trois mouvements symphoniques (1931), trois pièces pour orchestre (1952), de la musique de chambre dont un quatuor à cordes (1925), des pièces pour piano et des œuvres vocales, y compris Les Moralités non Légendaires voix pour voix et dix-huit instruments (1926).